# National Volleyball Association 2018
La National Volleyball Association 2018 si è svolta dal 27 gennaio 2018 al 6 gennaio 2019: al torneo hanno partecipato 8 squadre di club statunitensi e la vittoria finale è andata per la prima volta al Team Pineapple. 
Per ragioni organizzative il torneo è stato sospeso da aprile a novembre 2018 e, alla ripresa, l'Academy United e il Chicago Lights Out non vi hanno più preso parte.

## Regolamento

### Formula
Il torneo prevede una regular season nella quale le otto squadre partecipanti si sfidano in due conference, per un totale di dodici incontri, sei incontri ciascuna, dopo i quali le prime di classificate di ciascuna conference accedono alla Final-4, strutturata con incontri di quarti di finale, semifinali e finale in gara unica e la divisione del tabellone vincenti e il tabellone perdenti.

### Criteri di classifica
La classifica è decisa dalla ratio degli incontri vinti e degli incontri persi.

## Squadre partecipanti
| Club               | Stagione | Città         | Stagione precedente |
| ------------------ | -------- | ------------- | ------------------- |
| Academy United     | dettagli | San Francisco | -                   |
| Arizona Sizzle     | dettagli | Tempe         | -                   |
| Blizzard           | dettagli | Lake Forest   | -                   |
| Chicago Lights Out | dettagli | Chicago       | -                   |
| Icemen             | dettagli | Chicago       |                     |
| Rising Tide        | dettagli | Washington    | -                   |
| Team LVC           | dettagli | Albany        | -                   |
| Team Pineapple     | dettagli | Angola        | -                   |

## Campionato

### Regular season

#### Eastern Conference

##### Risultati
| Risultati |                           |     |                                   |
|           |                           |     |                                   |
| 10-11     | Team Pineapple - Icemen   | 3-1 | 26-24, 18-25, 25-17, 25-17        |
| 10-11     | Team LVC - Icemen         | 3-1 | 21-25, 25-21, 26-24, 25-19        |
| 10-11     | Team LVC - Team Pineapple | 0-3 | 19-25, 24-26, 22-25               |
| 11-11     | Team LVC - Icemen         | 3-2 | 25-21, 25-23, 18-25, 21-25, 15-13 |
| 11-11     | Team LVC - Team Pineapple | 1-3 | 19-25, 32-30, 19-25, 23-25        |

| Risultati |                           |     |                                   |
|           |                           |     |                                   |
| 11-11     | Team Pineapple - Icemen   | 2-3 | 29-31, 22-25, 27-25, 25-14, 12-15 |
| 08-12     | Team LVC - Icemen         | 1-3 | 24-26, 16-25, 25-18, 22-25        |
| 08-12     | Team Pineapple - Icemen   | 2-3 | 34-32, 22-25, 16-25, 25-18, 10-15 |
| 08-12     | Team LVC - Team Pineapple | 0-3 | 14-25, 17-25, 12-25               |

##### Classifica
| Pos. | Squadra        | Pt   | G | V | P | SV | SP | Ratio | PF | PS | Ratio |
| ---- | -------------- | ---- | - | - | - | -- | -- | ----- | -- | -- | ----- |
| 1    | Team Pineapple | .666 | 6 | 4 | 2 |    |    |       |    |    |       |
| 2    | Icemen         | .500 | 6 | 3 | 3 |    |    |       |    |    |       |
| 3    | Team LVC       | .333 | 6 | 2 | 4 |    |    |       |    |    |       |

| In Final-4 |

#### Western Conference

##### Risultati
| Risultati |                                 |     |                            |
|           |                                 |     |                            |
| 27-01     | Arizona Sizzle - Academy United | 0-3 | 15-25, 28-30, 18-25        |
| 27-01     | Blizzard - Rising Tide          | 3-0 | 25-23, 25-15, 26-24        |
| 27-01     | Academy United - Blizzard       | 3-0 | 25-21, 25-19, 25-20        |
| 28-01     | Arizona Sizzle - Rising Tide    | 1-3 | 25-21, 29-31, 22-25, 30-32 |
| 28-01     | Arizona Sizzle - Blizzard       | 1-3 | 21-25, 19-25, 25-23, 25-27 |
| 28-01     | Academy United - Rising Tide    | 1-3 | 25-15, 22-25, 22-25, 21-25 |

| Risultati |                              |     |                                   |
|           |                              |     |                                   |
| 01-12     | Arizona Sizzle - Blizzard    | 3-0 | 25-21, 25-21, 25-21               |
| 01-12     | Rising Tide - Blizzard       | 2-3 | 20-25, 25-18, 25-19, 17-25, 7-15  |
| 01-12     | Rising Tide - Arizona Sizzle | 0-3 | 18-25, 23-25, 23-25               |
| 02-12     | Rising Tide - Blizzard       | 2-3 | 21-25, 29-27, 27-29, 26-24, 12-15 |
| 02-12     | Rising Tide - Arizona Sizzle | 0-3 | 20-25, 24-26, 23-25               |
| 02-12     | Arizona Sizzle - Blizzard    | 1-3 | 14-25, 26-28, 25-15, 15-25        |

##### Classifica
| Pos. | Squadra        | Pt   | G | V | P | SV | SP | Ratio | PF | PS | Ratio |
| ---- | -------------- | ---- | - | - | - | -- | -- | ----- | -- | -- | ----- |
| 1    | Blizzard       | .833 | 6 | 5 | 1 |    |    |       |    |    |       |
| 2    | Arizona Sizzle | .500 | 6 | 5 | 5 |    |    |       |    |    |       |
| 3    | Rising Tide    | .166 | 6 | 1 | 5 |    |    |       |    |    |       |

| In Final-4 |

### Final-4
|  | Quarti di finale | Quarti di finale | Quarti di finale |                |                | Semifinale     | Semifinale | Semifinale |  |  | Finale | Finale | Finale |  |
|  |                  |                  |                  |                |                |                |            |            |  |  |        |        |        |  |
|  | Blizzard         | Blizzard         | 1                |                |                |                |            |            |  |  |        |        |        |  |
|  | Blizzard         | Blizzard         | 1                |                |                |                |            |            |  |  |        |        |        |  |
|  | Icemen           | Icemen           | 3                |                |                |                |            |            |  |  |        |        |        |  |
|  | Icemen           | Icemen           | 3                |                | Icemen         | Icemen         | 0          |            |  |  |        |        |        |  |
|  |                  |                  |                  |                | Icemen         | Icemen         | 0          |            |  |  |        |        |        |  |
|  |                  |                  | Team Pineapple   | Team Pineapple | 3              |                |            |            |  |  |        |        |        |  |
|  | Team Pineapple   | Team Pineapple   | Team Pineapple   | Team Pineapple | 3              | 3              |            |            |  |  |        |        |        |  |
|  | Team Pineapple   | Team Pineapple   |                  |                |                |                |            |            |  |  |        |        |        |  |
|  | Arizona Sizzle   | Arizona Sizzle   | 0                |                |                |                |            |            |  |  |        |        |        |  |
|  | Arizona Sizzle   | Arizona Sizzle   | 0                |                | Team Pineapple | Team Pineapple | 3          |            |  |  |        |        |        |  |
|  |                  |                  |                  |                |                |                |            |            |  |  |        |        |        |  |
|  |                  |                  | Arizona Sizzle   | Arizona Sizzle | 0              |                |            |            |  |  |        |        |        |  |
|  |                  |                  | Arizona Sizzle   | Arizona Sizzle | 0              |                |            |            |  |  |        |        |        |  |
|  |                  |                  |                  |                |                |                |            |            |  |  |        |        |        |  |
|  |                  |                  |                  |                |                |                |            |            |  |  |        |        |        |  |
|  |                  | Icemen           | Icemen           | 0              |                |                |            |            |  |  |        |        |        |  |
|  |                  |                  |                  | 0              |                |                |            |            |  |  |        |        |        |  |
|  |                  |                  | Arizona Sizzle   | Arizona Sizzle | 3              |                |            |            |  |  |        |        |        |  |
|  | Blizzard         | Blizzard         | Arizona Sizzle   | Arizona Sizzle | 3              | 0              |            |            |  |  |        |        |        |  |
|  | Blizzard         | Blizzard         |                  |                |                |                |            |            |  |  |        |        |        |  |
|  | Arizona Sizzle   | Arizona Sizzle   | 3                |                |                |                |            |            |  |  |        |        |        |  |

#### Quarti di finale
| Tabellone vincenti |                                 |     |                            |
|                    |                                 |     |                            |
| 05-01              | Blizzard - Icemen               | 1-3 | 22-25, 25-22, 15-25, 25-27 |
| 05-01              | Team Pineapple - Arizona Sizzle | 3-0 | 25-19, 25-21, 25-22        |

| Tabellone perdenti |                           |     |                     |
|                    |                           |     |                     |
| 05-01              | Blizzard - Arizona Sizzle | 0-3 | 17-25, 24-26, 23-25 |

#### Semifinali
| Tabellone vincenti |                         |     |                     |
|                    |                         |     |                     |
| 05-01              | Icemen - Team Pineapple | 0-3 | 23-25, 23-25, 27-29 |

| Tabellone perdenti |                         |     |                     |
|                    |                         |     |                     |
| 06-01              | Icemen - Arizona Sizzle | 0-3 | 20-25, 22-25, 22-25 |

#### Finale
| \| Tabellone vincenti \| \| \| \| \| \| \| \| \| \| 06-01 \| Team Pineapple - Arizona Sizzle \| 3-0 \| 25-22, 25-16, 25-21 \| |                                 |     |                     |
| Tabellone vincenti |                                 |     |                     |
| |                                 |     |                     |
| 06-01 | Team Pineapple - Arizona Sizzle | 3-0 | 25-22, 25-16, 25-21 |

## Premi individuali
| Premio                | Nome            | Squadra        |
| --------------------- | --------------- | -------------- |
| MVP                   | Lloy Ball       | Team Pineapple |
| Miglior palleggiatore | Conor Eaton     | Icemen         |
| Miglior opposto       | Jeffrey Ptak    | Team Pineapple |
| Miglior schiacciatore | Srdjan Nadazdin | Arizona Sizzle |
| Miglior schiacciatore | Andrij Djačkov  | Icemen         |
| Miglior centrale      | Matthew Leske   | Team Pineapple |
| Miglior centrale      | Scott Siwicki   | Icemen         |
| Miglior libero        | Jake Hurwitz    | Blizzard       |

## Statistiche
| Rendimento individuale | Rendimento individuale | Rendimento individuale | Rendimento individuale |
| Pos.                   | Nome                   | Punti                  | Squadra                |
| ---------------------- | ---------------------- | ---------------------- | ---------------------- |
| 1                      | Cullen Irons           | 138                    | Rising Tide            |
| 2                      | Srdjan Nadazdin        | 126                    | Arizona Sizzle         |
| 3                      | Johannes Brink         | 103                    | Blizzard               |
| 4                      | Byran Lewis            | 93                     | Arizona Sizzle         |
| 5                      | Matt Jones             | 92                     | Rising Tide            |
| 6                      | Connor Dougherty       | 82                     | Arizona Sizzle         |
| 7                      | Scott Hartley          | 73                     | Blizzard               |
| 7                      | Tomas Goldsmith        | 73                     | Team Pineapple         |
| 9                      | Jeffrey Ptak           | 66                     | Team Pineapple         |
| 10                     | Matt Harpenau          | 65                     | Team Pineapple         |
| 10                     | Mike Stewart           | 65                     | Rising Tide            |

| Attacchi vincenti | Attacchi vincenti | Attacchi vincenti | Attacchi vincenti |
| Pos.              | Nome              | Punti             | Squadra           |
| ----------------- | ----------------- | ----------------- | ----------------- |
| 1                 | Cullen Irons      | 125               | Rising Tide       |
| 2                 | Srdjan Nadazdin   | 104               | Arizona Sizzle    |
| 3                 | Johannes Brink    | 89                | Blizzard          |
| 4                 | Matt Jones        | 85                | Rising Tide       |
| 5                 | Byran Lewis       | 78                | Arizona Sizzle    |
| 6                 | Scott Hartley     | 57                | Blizzard          |
| 6                 | Jeffrey Ptak      | 57                | Team Pineapple    |
| 8                 | Tomas Goldsmith   | 56                | Team Pineapple    |
| 9                 | Connor Dougherty  | 54                | Arizona Sizzle    |
| 10                | Steven Irvin      | 50                | Blizzard          |
| 10                | Howard Petty      | 50                | Icemen            |

| Muri vincenti | Muri vincenti    | Muri vincenti | Muri vincenti  |
| Pos.          | Nome             | Punti         | Squadra        |
| ------------- | ---------------- | ------------- | -------------- |
| 1             | Matt Harpenau    | 20            | Team Pineapple |
| 2             | Connor Dougherty | 18            | Arizona Sizzle |
| 2             | Mike Stewart     | 18            | Rising Tide    |
| 4             | Matthew Leske    | 14            | Team Pineapple |
| 5             | Matthew August   | 13            | Blizzard       |
| 6             | Byran Lewis      | 12            | Arizona Sizzle |
| 6             | Mark Olsen       | 12            | Arizona Sizzle |
| 8             | Johannes Brink   | 11            | Blizzard       |
| 8             | Scott Siwicki    | 11            | Icemen         |
| 8             | Fred Stahl       | 11            | Rising Tide    |

| Battute vincenti | Battute vincenti | Battute vincenti | Battute vincenti |
| Pos.             | Nome             | Punti            | Squadra          |
| ---------------- | ---------------- | ---------------- | ---------------- |
| 1                | Scott Siwicki    | 17               | Icemen           |
| 1                | Srdjan Nadazdin  | 17               | Arizona Sizzle   |
| 3                | Tomas Goldsmith  | 11               | Team Pineapple   |
| 4                | Connor Dougherty | 10               | Arizona Sizzle   |
| 5                | Scott Hartley    | 9                | Blizzard         |
| 6                | Steven Irvin     | 8                | Blizzard         |
| 6                | Jeffrey Ptak     | 8                | Team Pineapple   |
| 8                | Tanner Maxwell   | 7                | Arizona Sizzle   |
| 8                | Shaun Dryden     | 7                | Team Pineapple   |
| 10               | Matthew Leske    | 6                | Team Pineapple   |